# ОШ „Љубица Радосављевић Нада” Зајечар
ОШ „Љубица Радосављевић Нада” у Зајечару је једна од установа основног образовања на територији града Зајечара. Почела је са радом 1972. године када је понела име Љубице Радосављевић Наде, народног хероја.
Школа је добила име по учитељици - народном хероју, Љубици Радосављевић, а за Дан школе узет је датум њеног рођења – 29. април. Освештањем школе, 12. маја 2000. године, Св. Василије Острошки, постао је њен заштитник и од тада се тај дан слави као школска слава.

## Школа данас
Школа је почела са радом 1. септембра 1972. године у наменски грађеној згради. Учионице су распоређене у приземљу (предшколске групе и разредна настава) и на два спрата (учионице и кабинети за предметну наставу).
У школи постоји фискултурна сала, која једина у граду задовољава потребне критеријуме за извођење наставе физичког васпитања. Такође постоји медијатека, која се стално осавремењује новим наставним средствима. Школа има и библиотеку са преко 6000 књига и зубну амбуланту. Трпезарија се користи за ужинање предшколске деце и дистрибуцију ужине осталим ученицима. У школском дворишту налазе се терени за фудбал, одбојку и рукомет, а за предшколску децу направљен је паркић, који је ограђен.
Школа се може назвати инклузивном, јер годинама успешно у њој уче деца са различитим врстама потешкоћа у развоју, а такође и ромска деца, деца из хранитељских и социјално угрожених породица.
У школи раде следеће секције: драмска, литерарна, рецитаторска, ликовна, математичка, биолошка, еколошка, географска, историјска, секције младих физичара и хемичара, секције страних језика (енглески, француски и италијански језик), архитектонска, саобраћајна и фото-секција, мали и велики хор. Школски лист „Нада” излази једном годишње, за Дан школе, а уређују га ученици са наставницима.